# Arhynchite paulensis
Arhynchite paulensis är en djurart som tillhör fylumet skedmaskar, och som beskrevs av Amor, A. 1971. Arhynchite paulensis ingår i släktet Arhynchite och familjen Echiuridae. Inga underarter finns listade i Catalogue of Life.